# Гудвин, Сидни (акварелист)
Пол Сидней Гу́двин (известный, как Сидни Гудвин; англ. Paul Sidney Goodwin; 1875, Саутгемптон, Гэмпшир — 1944, Сидней) — британский и австралийский художник-акварелист, мастер акварельного пейзажа.

## Биография
Уроженец Саутгемптона. Учился акварели у своего дяди, Альберта Гудвина, стиль и технику которого во многом перенял. С 14 лет выставлял свои акварели на выставках вместе с работами взрослых художников. Вместе с дядей совершил ряд путешествий в британские заморские владения, где создал множество пейзажных акварелей. Позднее путешествовал один. Был членом Художественного общества Саутгемптона (SAS), Художественного общества Борнмута и Королевской Гибернианской академии художеств в Дублине. 
После окончания Первой мировой войны Гудвин эмигрировав в Австралию, где и остался до конца своей жизни. По прибытии в Сидней, он принял псевдоним Уильям Янг, а его акварели, созданные в Австралии, были подписаны «У. Янг». Неизвестно, какие обстоятельства послужили причиной его переезда в Австралию и смены имени.
Уильям Янг, ранее известный, как Пол Сидней Гудвин, скончался в Сиднее 23 сентября 1944 года. Сегодня его работы хранятся в коллекциях Городской картинной галереи Саутгемптона (англ.), Мейдстонского музея (англ.), Государственной библиотеки Нового Южного Уэльса (англ.), Художественной галереи Вуллонгонга и Регионального художественного музея Новой Англии (англ.), Новый Южный Уэльс.

## Галерея

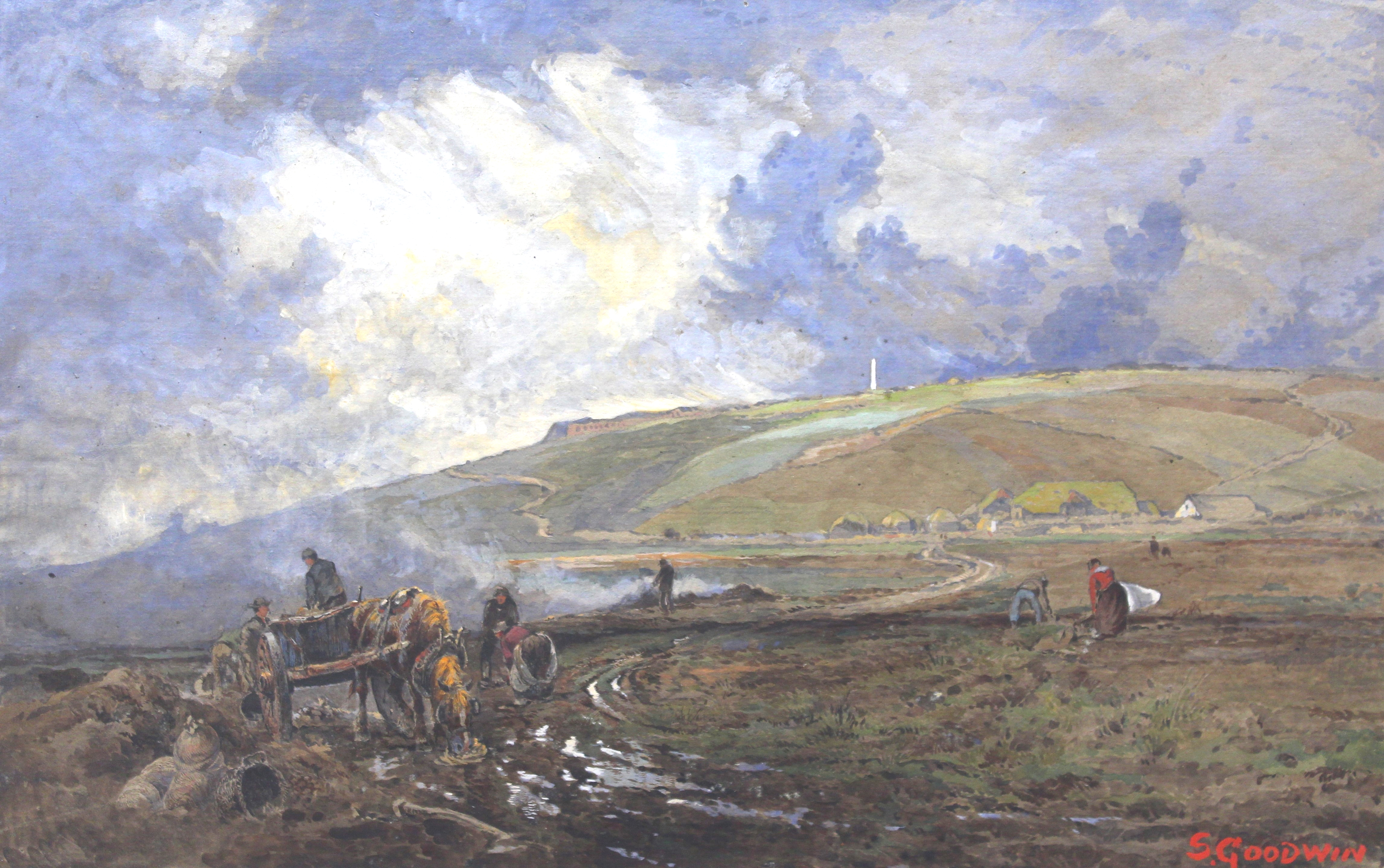
После жатвы.
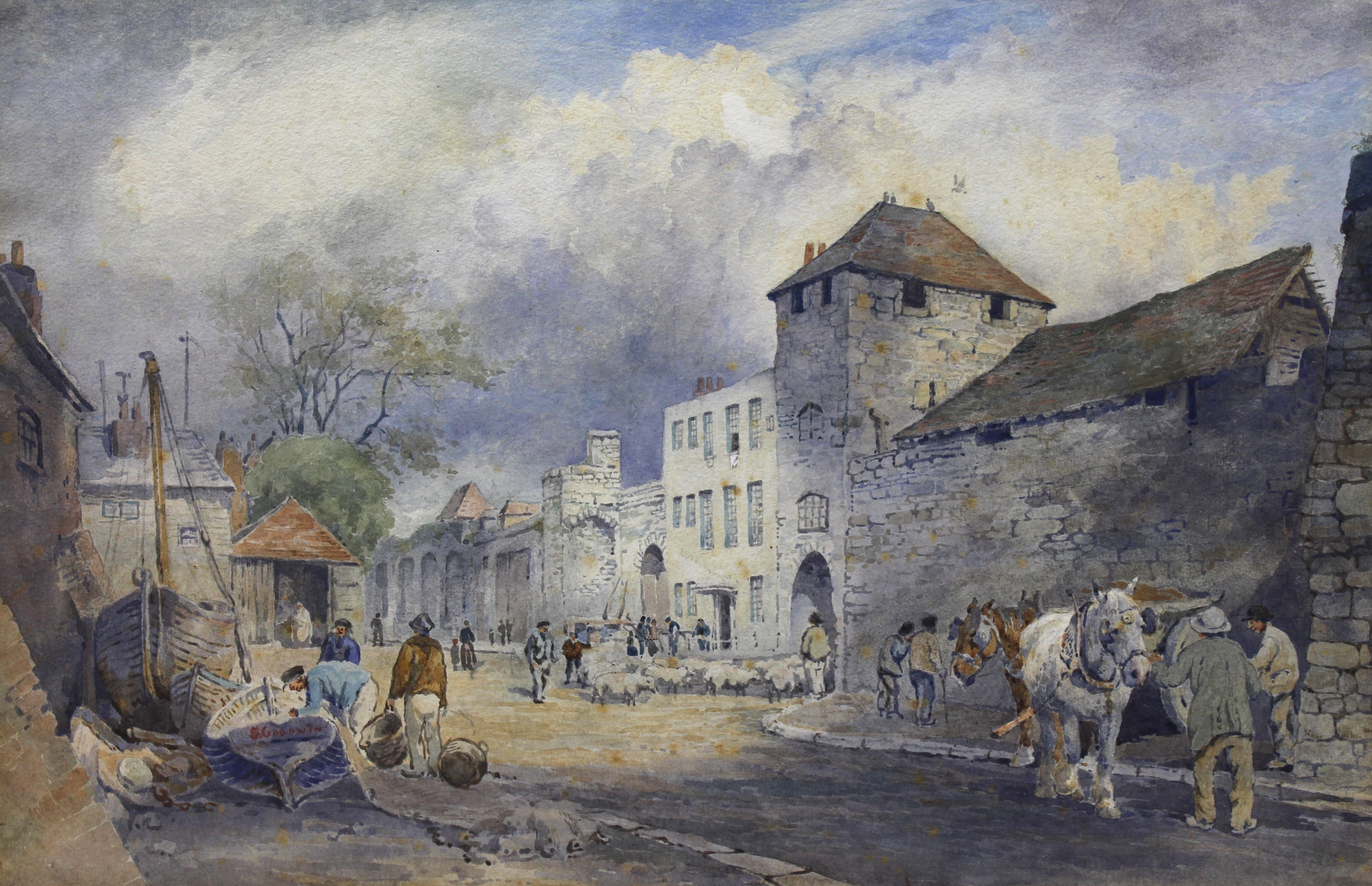
Старый Саутгемптон.
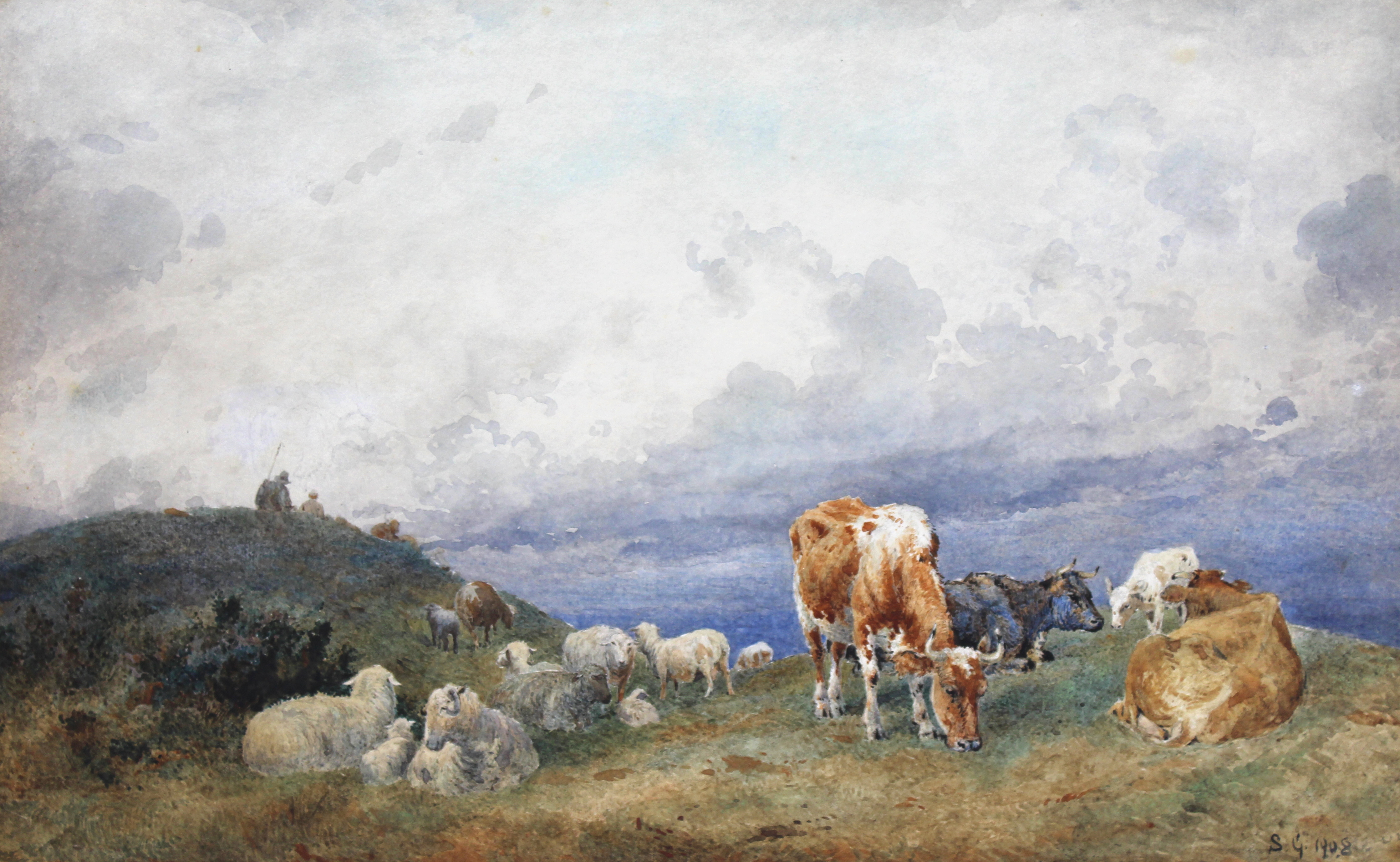
Пейзаж поблизости от Нетли (англ.)
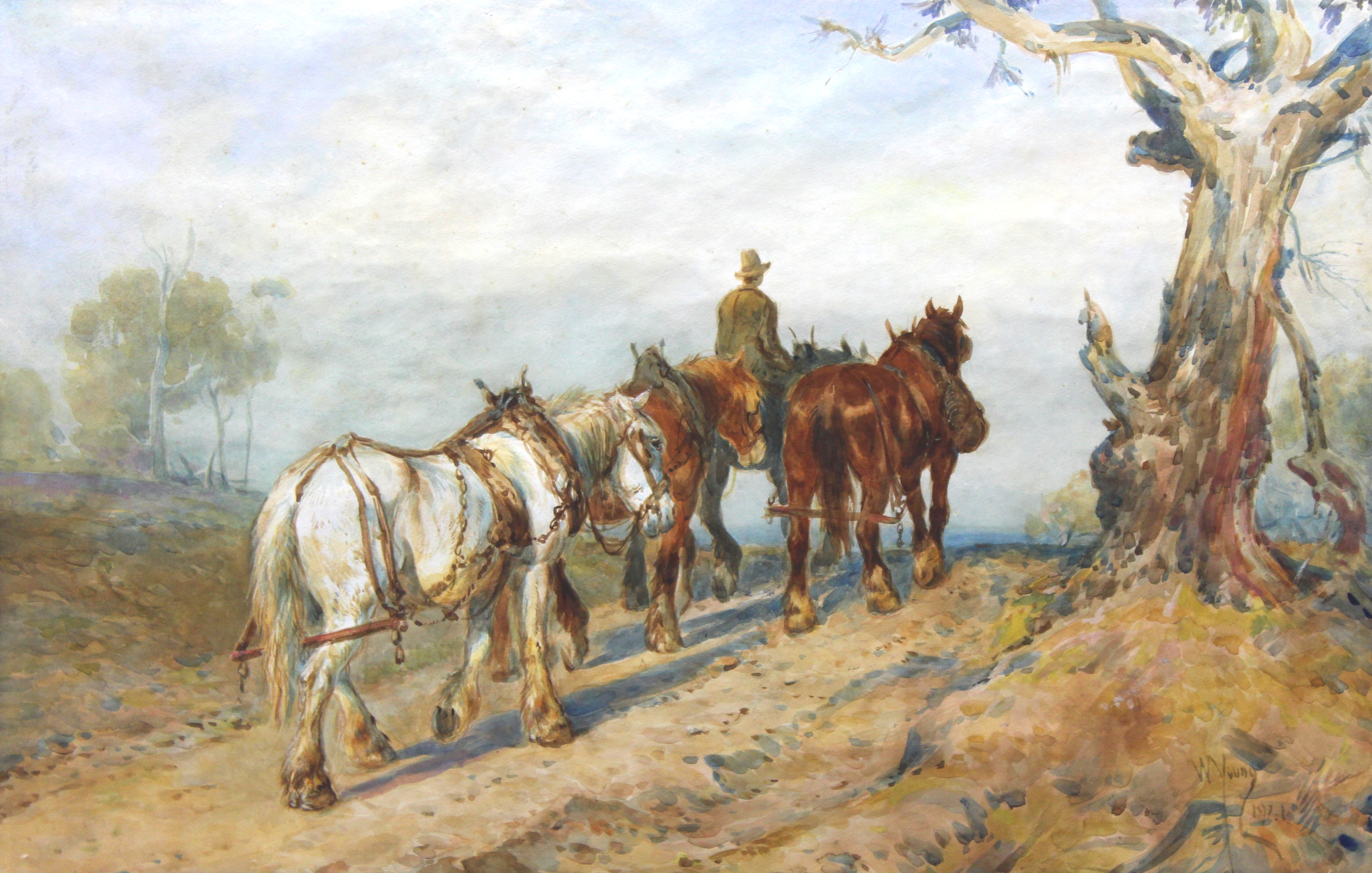
По дороге домой (возвращение с поля).
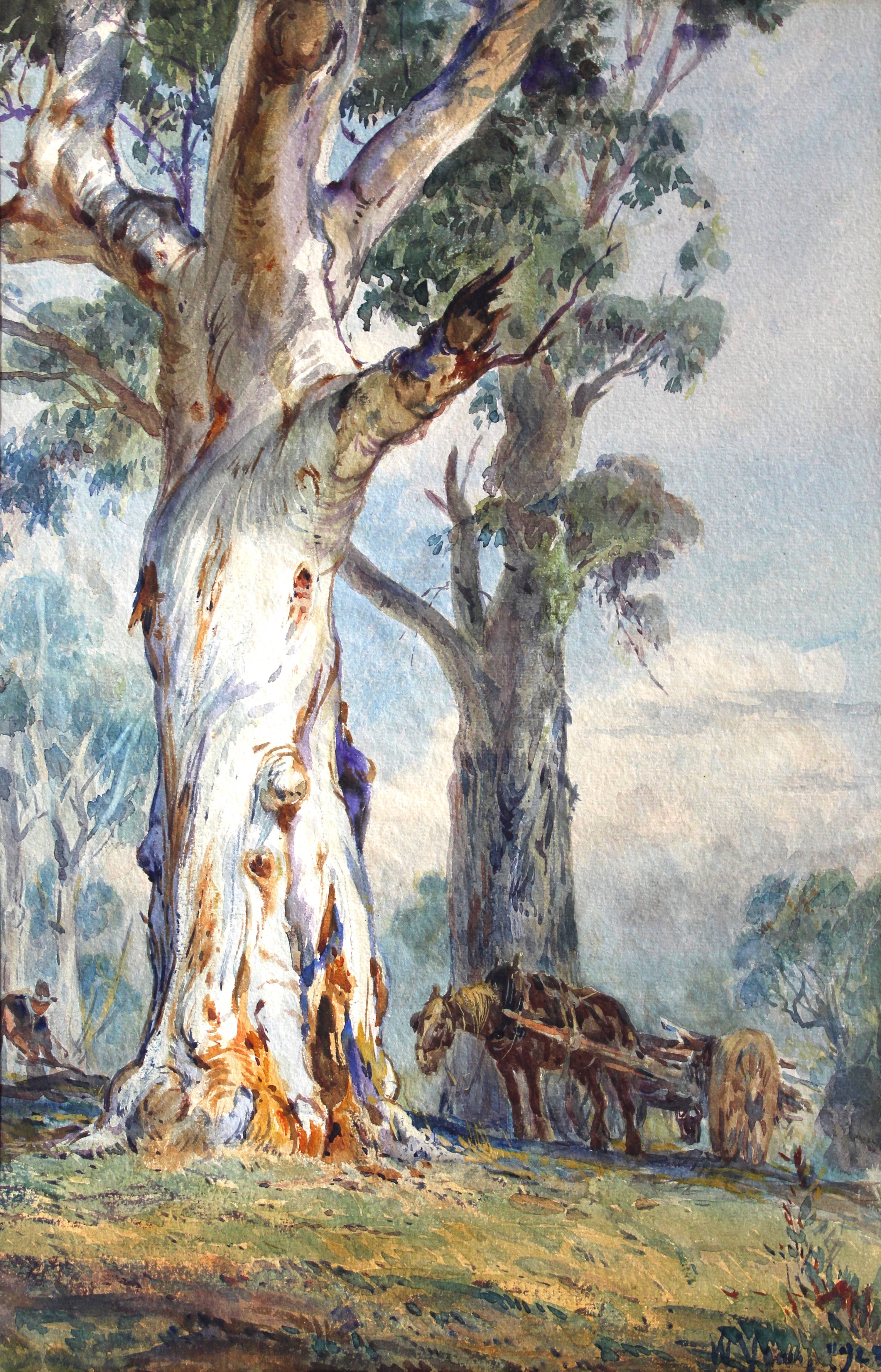
Сборщики хвороста.
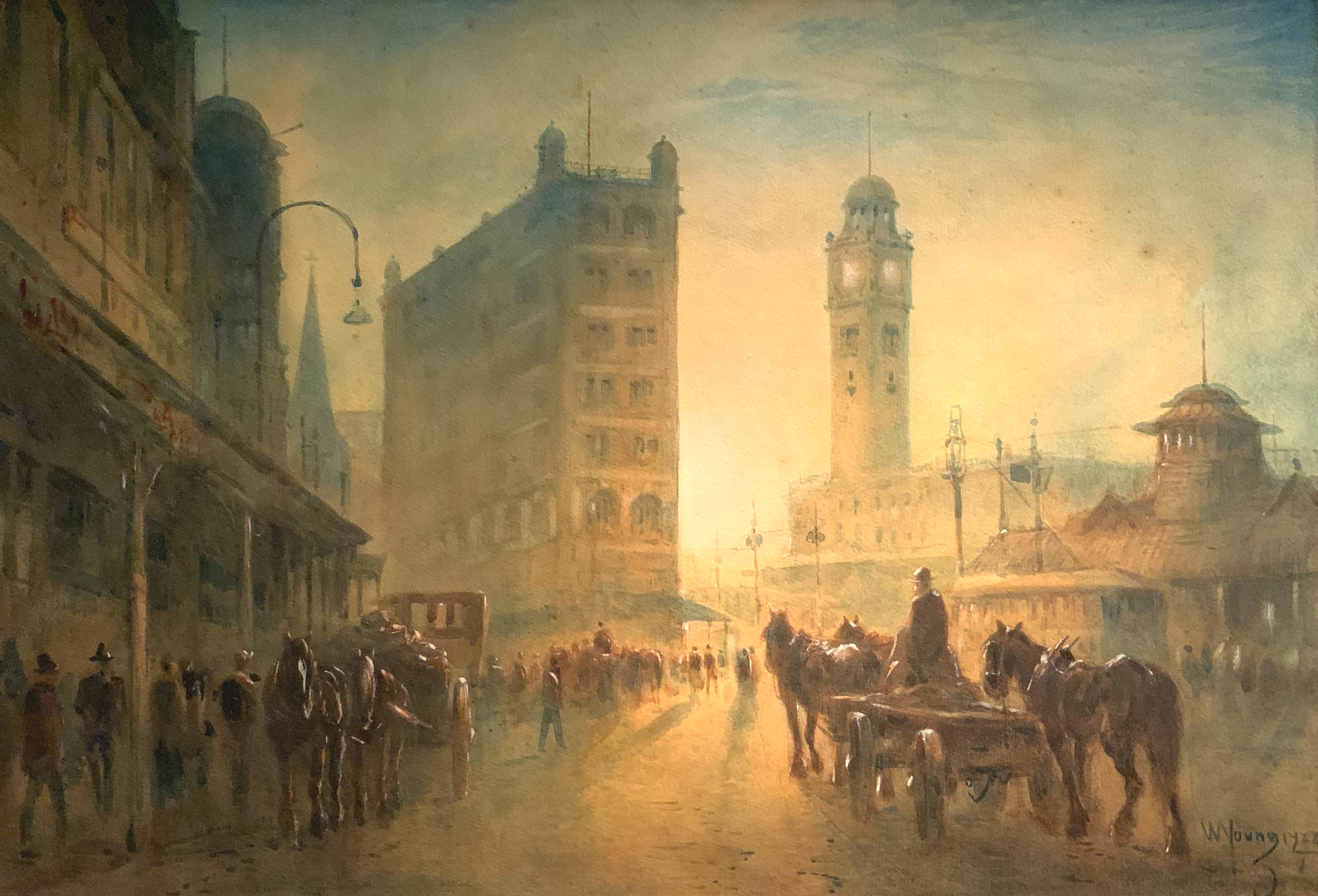
Центральный вокзал, Сидней.